# Plebiscito in Canada del 1942
Il plebiscito in Canada del 1942 si svolse il 27 aprile 1942, durante la seconda guerra mondiale, per chiedere il parere degli elettori sulla coscrizione.
Si tenne in risposta alle pressioni del partito liberale guidato da William Lyon Mackenzie King che voleva  introdurre il servizio militare obbligatorio all'estero, seppure il governo avesse precedentemente promesso di non introdurlo nel 1940.
Il risultato è stato un voto favorevole del 66%, con il Québec quale unica provincia ad avere una maggioranza di voti contrari. La forte maggioranza del Québec contro il rilascio dell'impegno ha spinto William Lyon Mackenzie King a non approfondire la questione fino a quando gli eventi bellici successivi non portarono a un cambiamento di posizione.

## Contesto
Sebbene il Canada fosse il più antico dominio del Commonwealth britannico, era per la maggior parte riluttante ad entrare in guerra. Ciononostante, le forze armate canadesi entrarono nella seconda guerra mondiale nel settembre 1939, dopo che la Corona canadese in Consiglio dichiarò guerra alla Germania nazista. Il parlamento canadese sostenne la decisione del governo di dichiarare guerra alla Germania il 10 settembre, una settimana dopo del Regno Unito e della Francia. In seguito  il Canada dichiarò guerra anche all'Italia (11 giugno 1940), al Giappone (7 dicembre 1941) e alle altre potenze dell'Asse, sancendo il principio che lo Statuto di Westminster conferiva questi poteri sovrani al Canada.
Il Canada, con una popolazione dell'epoca tra gli 11 e i 12 milioni di abitanti, alla fine raccolse forze armate molto consistenti: circa il 10% dell'intera popolazione canadese si arruolò nell'esercito, con solo una piccola parte di coscritti. Allo scoppio della guerra, l'impegno del Canada nella guerra in Europa fu limitato dal governo a una sola divisione, mentre una divisione di riserva fu destinata alla difesa interna. Tuttavia, la dimensione finale delle forze armate canadesi superò di gran lunga quelle previste nei cosiddetti "schemi" di mobilitazione del periodo prebellico: nel corso della guerra furono arruolate 1,1 milioni di persone (l'esercito 730.000 persone, l'aviazione 260.000 e la marina 115.000); peraltro, circa la metà dell'esercito canadese e tre quarti del personale dell'aviazione non lasciarono mai il paese, in confronto al dispiegamento oltremare di circa tre quarti delle forze di Australia, Nuova Zelanda e Stati Uniti.
Nel 1941 c'erano abbastanza volontari per organizzare cinque divisioni d'oltremare. Nel frattempo, i conservatori stavano facendo pressione su King per consigliare al governatore generale di introdurre la coscrizione oltremare. La perdita di due battaglioni a Hong Kong aveva scioccato l'opinione pubblica canadese e c'era la richiesta che il Canada facesse di più per vincere la guerra. Gli attacchi di Meighen a King cominciarono a risuonare, e nel gennaio 1942 Meighen si dimise dal suo seggio al Senato per entrare alla Camera dei Comuni attraverso un'elezione suppletiva nella zona di Toronto York South, sostenuta dal premier liberale anti-King dell'Ontario Mitchell Hepburn e un "Comitato di 200" che rappresentava 200 dei cittadini più influenti di Toronto. I liberali non presentarono un candidato a causa di una convenzione che permetteva al leader dell'opposizione di entrare alla Camera, tuttavia fu dato un tacito sostegno al candidato del CCF Joseph W. Noseworthy con lo storico Frank Underhill, che normalmente lavorava per i liberali, scrivendo i discorsi per Noseworthy. Poiché l'acerbo e pungente Meighen tendeva ad avere la meglio su King nei dibattiti, il primo ministro temeva il ritorno del suo arcinemico alla Camera dei Comuni, e per privare Meighen della sua firma, annunciò che avrebbe indetto un referendum per liberarlo dalla sua promessa fatta nel settembre 1939 che non ci sarebbe stata la coscrizione oltremare. Arthur Meighen fu sconfitto nelle elezioni suppletive del 9 febbraio 1942 da Noseworthy del CCF.
In un'intervista con due giornalisti del Winnipeg Free Press nel febbraio 1942, King dichiarò che lo scopo della forza di spedizione canadese allora in addestramento nel Regno Unito era solo quello di difendere la Gran Bretagna in caso di invasione tedesca, e che non avrebbe inviato le cinque divisioni della forza di spedizione in Medio Oriente come richiesto dagli inglesi. King disse a Grant Dexter del Winnipeg Free Press il 28 febbraio 1942 che lo scopo dell'esercito canadese in Gran Bretagna era "difendere il cuore dell'Impero", e criticò Ralston per aver detto alla Camera dei Comuni che voleva "costruire una forte forza d'attacco in Gran Bretagna perché alla fine avremmo usato la Gran Bretagna come trampolino per la nostra spinta sul continente". King disse a Dexter che "il problema era con Ralston e lo staff generale. Ralston ha preso le difese dei generali, ha combattuto il gabinetto per loro conto". King espresse l'opinione che Ralson era troppo sotto l'influenza dei generali e che "i generali sono quasi invariabilmente sbagliati". Nella stessa intervista, King dichiarò la sua convinzione che i giapponesi avrebbero invaso la Columbia Britannica "non appena i giapponesi avessero potuto raccogliere gli uomini e il materiale".
I successi dei giapponesi nel teatro del Pacifico asiatico portarono all'inizio del 1942 ad un diffuso timore che presto i giapponesi sarebbero potuti sbarcare nella Columbia Britannica. I giapponesi pianificarono di annettere la Columbia Britannica una volta vinta la guerra, ma nella primavera del 1942 i giapponesi erano in gran parte preoccupati dai piani di invasione dell'Australia e delle Hawaii, e dalla continua guerra con la Cina. Rispondendo a un'isteria razzista secondo cui i nippo-canadesi erano una "quinta colonna" fedele al Giappone che avrebbe presto condotto una campagna di terrorismo contro i bianchi, il governo King internò tutti i nippo-canadesi; la RCMP aveva infatti riferito al governo che la maggior parte dei nippo-canadesi erano fedeli al Canada, e non c'era bisogno dell'internamento. Gli stessi timori di un'invasione giapponese portarono King a creare due divisioni, la 6ª e l'8ª, composte in gran parte da Zombie, che furono dislocate a guardia della costa del Pacifico mentre un'altra divisione di Zombie, la 7ª, fu creata per sorvegliare la costa atlantica contro un'invasione tedesca, giusto per dimostrare che il governo non era indifferente alle province marittime, attraverso i militari avevano consigliato al governo che c'era poco pericolo di un'invasione giapponese e ancor meno di un'invasione tedesca.[33]

## Campagna

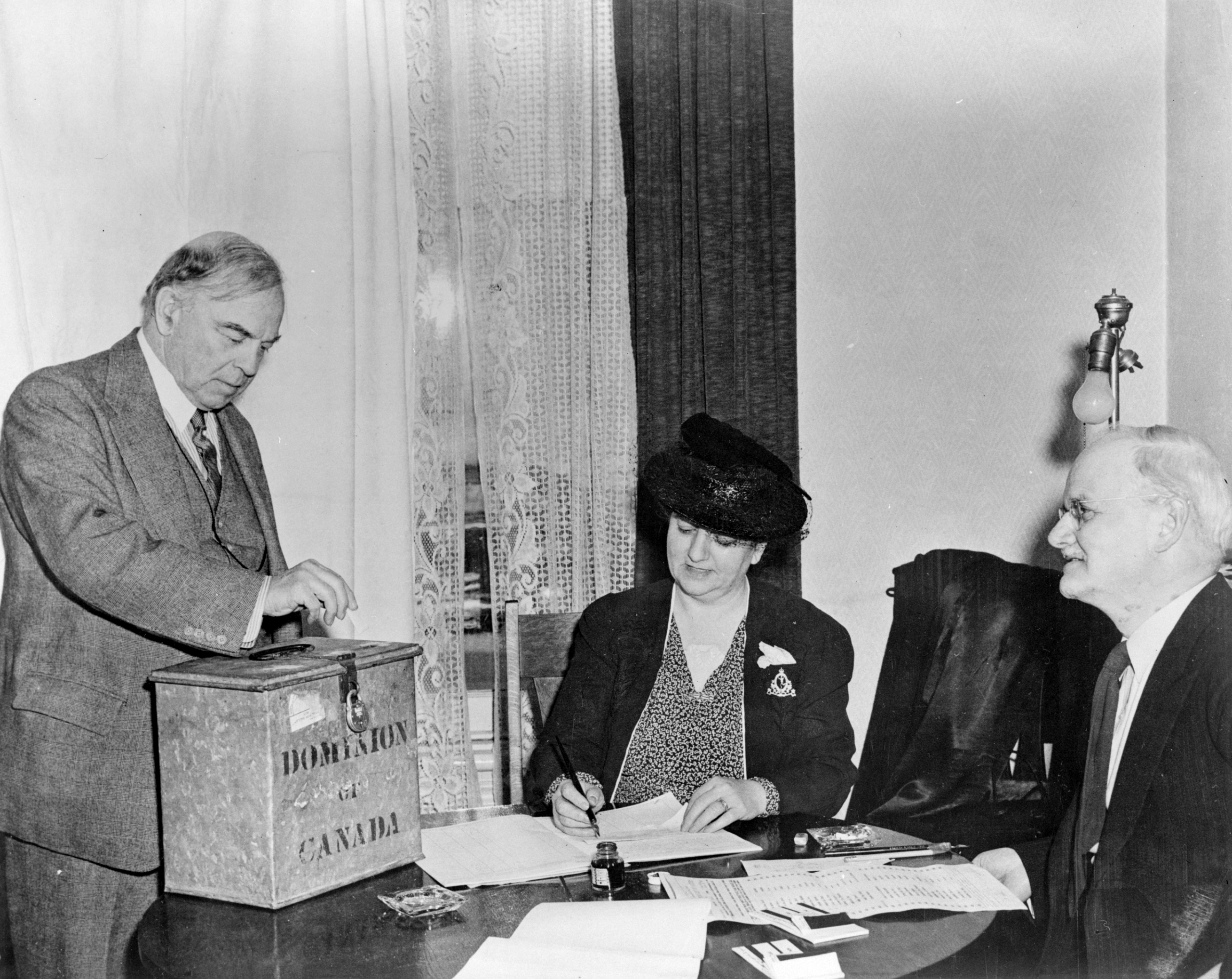
William Lyon Mackenzie King durante il voto

Il governo liberale di William Lyon Mackenzie King si interessò molto all'opinione pubblica e al discorso della stampa franco-canadese. Un sondaggio condotto da Gallup trovò poco consenso tra i francofoni canadesi per il coinvolgimento nella Seconda Guerra Mondiale, così King istituì il Bureau de l'information publique (BIP), incaricato di rendere l'opinione pubblica del Quebec più favorevole alla guerra. I discorsi di Mackenzie King e del suo braccio destro quebecchese Ernest Lapointe si rivelarono inefficaci, cosicché il BIP dovette lanciare una campagna di propaganda (invio di opuscoli, manifesti, ecc.) basata su slogan in lingua francese e messaggi chiari ed emotivi. Sapendo che i franco-canadesi erano all'epoca molto legati ai valori clericali, il governo federale chiese al cardinale Villeneuve di pubblicare una lettera episcopale che invitasse i quebecchesi a sostenere maggiormente l'aumento del personale militare.
Il governo stanziò denaro solo per informare la popolazione sul plebiscito e si astenne dal sostenere la promozione di opinioni, poiché somme uguali dovevano essere pagate agli schieramenti del "sì" e del "no", essendo quest'ultimo contro gli interessi dello Stato. Il governo non sostenne la coscrizione della popolazione francofona, ma vari gruppi di interesse e attori politici discussero a favore o contro la possibilità per il governo di stabilire la coscrizione.

### Sostenitori
Arthur Meighen, leader del partito conservatore, sollecitò i liberali di Mackenzie King ad aumentare gli sforzi militari attraverso l'introduzione della coscrizione. Il precursore del movimento "Total War Effort", l'uomo dietro la crisi della coscrizione del 1917 fu sostenuto dalla stampa conservatrice, in particolare dal Toronto Daily Star, che trasmetteva le cattive notizie dal fronte ad un ansioso Canada inglese. A Toronto, il Comitato per la guerra totale ora, composto da duecento delle personalità più ricche, emerse a sostegno dei conservatori e aveva il capitale per pubblicare pesantemente sui più influenti giornali in lingua inglese.

### Contrari
"Nata dal divorzio tra l'opinione ufficiale e la reazione popolare nel Canada francese", secondo uno dei suoi fondatori André Laurendeau, la Lega per la difesa del Canada fu fondata da influenti personalità del Québec (Henri Bourassa, Jean Drapeau e altri) con l'obiettivo di mobilitare tutte le opinioni anticonservatrici. Il suo manifesto fu pubblicato per la prima volta su Action nationale e vennero distribuiti volantini stampati in entrambe le lingue massicciamente in tutta la provincia. Il gruppo di pressione usava la radio, la stampa scritta e le riunioni pubbliche per far conoscere i suoi discorsi e i suoi argomenti. Sebbene la Lega sostenesse di rappresentare l'intera gamma di opinioni contro la coscrizione, ebbe poca risonanza al di fuori del Canada francese.
I politici anticonservatori erano sotto pressione per esprimere le loro opinioni. Ad esempio, Adélard Godbout, governatore  del Québec e leader del Partito Liberale del Québec, fu richiamato all'ordine dai suoi omonimi federali dopo aver parlato pubblicamente a favore del "no" durante un discorso a Montréal. A Ottawa, la maggior parte dei ministri federali francofoni ha difeso il No, pur non facendone campagna apertamente.

### Ruolo dei media e censura

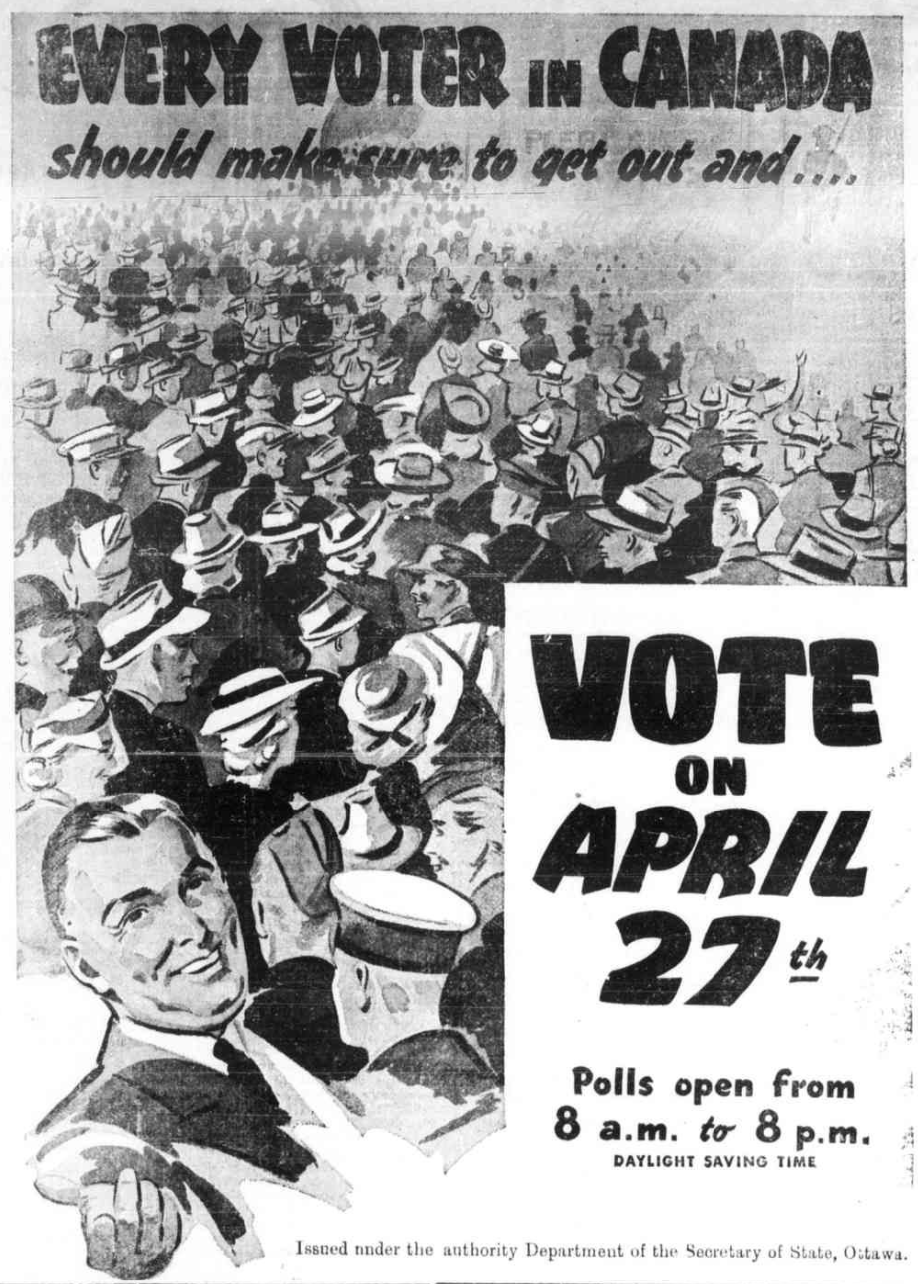
Manifesto della campagna referendaria

Attraverso il War Measures Act Order in Council che stabiliva la censura, il governo federale richiese la cooperazione della stampa allo sforzo bellico, inclusa la censura dei contenuti politicamente critici. Il governo di King inviò un "Censorship Order in Council" ai media canadesi e un "Memorandum riguardante i pericoli derivanti dalla pubblicazione di certe notizie nella stampa canadese " ai vari giornali, invitandoli ad adeguarsi alle regole di censura in vigore. Per migliorare la percezione della guerra da parte dei quebecchesi, il governo commissionò dei film di propaganda al National Film Board, come ad esempio Québec, tremplin stratégique, che sottolineava la necessità del massimo sforzo per combattere la minaccia nazista. Timoroso, Mackenzie King disse "coscrizione se necessario, ma non necessariamente coscrizione", il che significa che il governo insisteva ancora nel legittimare qualsiasi aumento degli sforzi di guerra con i canadesi francesi, mentre prometteva ai canadesi inglesi di agire se necessario.
Alla vigilia del plebiscito, diversi giornali ed emittenti private criticarono la coscrizione. Spinta da investimenti privati, questa stampa partigiana trasmetteva le ideologie e i discorsi dei gruppi che la finanziavano. In Québec, le idee della Lega furono pubblicate su Le Devoir, di cui il direttore Georges Pelletier era membro, e su Action nationale. La stampa in lingua inglese (Montréal Gazette, Montréal Star e Quebec Chronicle Telegraph) era riluttante a pubblicare discorsi che andavano contro le idee coscrizioniste condivise dalla maggioranza degli anglo-canadesi. I giornali liberali (Le Canada, Le Matin de Montréal e La Tribune de Sherbrooke) sostennero apertamente il "sì". Alcuni quotidiani del Québec, come La Presse e L'action catholique, non mostrarono il sostegno che Mackenzie King si aspettava da loro, poiché le opinioni coscrizioniste degli editori divergevano da quelle dei giornalisti e dei lettori.
Altrove in Canada, la stampa in lingua inglese esortò il governo del Re a intensificare le misure di guerra e a smettere di "imporre la volontà della minoranza alla maggioranza canadese.
Il ruolo della Canadian Broadcasting Corporation, la prima emittente pubblica, il cui contratto di servizio imponeva la neutralità politica e l'assenza di affiliazione ai partiti, fu messo in discussione quando la Lega, non essendo un partito politico ufficiale ma l'unica entità che esprimeva opinioni anticonservatrici, fu esclusa dalla campagna informativa della CBC. La Lega accusò la CBC di essere un organo governativo oppressivo e propagandistico. Le radio private furono molto richieste dai vari gruppi di pressione: non potendo trasmettere gratuitamente sull'etere pubblico, la Defence League of Canada sollecitò la raccolta di fondi tra i suoi membri per affittare lo spazio di trasmissione nelle stazioni private, come CKAC o CHRC.

## Quesito
Consentez-vous à libérer le gouvernement de toute obligation résultant d'engagements antérieurs restreignant les méthodes de mobilisation pour le service militaire?»

## Risultati
| Scelta                                  | voti      | %      |
| --------------------------------------- | --------- | ------ |
| Sì                                      | 2 945 514 | 65,63  |
| No                                      | 1 543 006 | 34,37  |
| Schede bianche/nulle                    | 50 327    | –      |
| Totale                                  | 4 638 847 | 100,00 |
| Elettori registrati/affluenza alle urne | 6 502 234 | 71,34  |
| Fonte: Nohlen                           |           |        |

### Risultati per provincia
Il referendum si è tenuto in 245 distretti elettorali, che coprono le nove province dell'epoca e solo uno dei due territori. I residenti dei Territori del Nord-Ovest non poterono votare a causa della mancanza di una circoscrizione elettorale.
I risultati del plebiscito mostrarono le differenze nell'opinione pubblica tra i canadesi francofoni (che votarono al 72,9% contro la liberazione del governo dalla promessa di non imporre la coscrizione) e i canadesi anglofoni (che votarono al 64,2% a favore). Oltre al Québec, anche sei circoscrizioni in gran parte franco-canadesi del New Brunswick e dell'Ontario hanno votato "No", così come diverse circoscrizioni di lingua tedesca e ucraina come Vegreville (Alberta) e Rosthern (Saskatchewan).
| Risultati                            | Risultati | Risultati | Risultati | Risultati |
| Giurisdizione                        | Sì        | Sì        | No        | No        |
| Giurisdizione                        | Voti      | %         | Voti      | %         |
| ------------------------------------ | --------- | --------- | --------- | --------- |
| Alberta                              | 186 624   | 71,1      | 75 880    | 28,9      |
| Columbia Britannica                  | 253 844   | 80,4      | 62 033    | 19,6      |
| Manitoba                             | 218 093   | 80,3      | 53 651    | 19,7      |
| Nuovo Brunswick                      | 105 629   | 69,8      | 45 743    | 30,2      |
| Nuova Scozia                         | 120 763   | 77,1      | 35 840    | 22,1      |
| Ontario                              | 1 202 953 | 84,0      | 229 847   | 16,0      |
| Isola del Principe Edoardo           | 23 568    | 82,9      | 4 869     | 17,1      |
| Québec                               | 375 650   | 27,9      | 971 925   | 72,1      |
| Saskatchewan                         | 183 617   | 73,1      | 67 654    | 26,9      |
| Yukon                                | 847       | 74,4      | 291       | 25 6      |
| Totale voti della popolazione civile | 2 670 088 | 63,3      | 1 547 724 | 36,7      |
| Voti dei militari                    | 251 118   | 80,5      | 60 885    | 19,5      |
| Totale Canada                        | 2 921 206 | 64,5      | 1 608 609 | 35,5      |

## Conseguenze
King, che si aspettava che tutte le nove province avrebbero votato sì, fu scioccato dal "No" del Québec, e spiegò che d'ora in poi la sua politica sarebbe stata: "Non necessariamente la coscrizione, ma la coscrizione se necessario". Il governo approvò quindi il Bill 80, che abrogava le sezioni della NRMA che non permettevano la coscrizione oltremare, passando poi alla Camera dei Comuni con 158 voti contro 58. Tuttavia, molti canadesi ancora non sostenevano la coscrizione immediata; ci furono alcune rivolte a Montréal, anche se queste non furono della stessa portata di quelle del 1917 e 1918.
In seguito al plebiscito, il ministro dei Lavori Pubblici Pierre Joseph Arthur Cardin lasciò il governo King per protestare contro la possibilità che gli "zombie" potessero andare oltremare. Anche un certo numero di altri deputati liberali del Québec lasciarono il partito nel 1942 per la questione della coscrizione, molti dei quali si unirono al Bloc populaire canadien quando fu formato nell'autunno del 1942 per fare campagna contro il governo. Il ministro della Difesa, il colonnello James Ralston si dimise per protestare contro la riluttanza di King a mandare gli "zombie" oltremare, ma King rifiutò di accettare le sue dimissioni.